# Piers Forster
Piers M. Forster ist ein britischer Klimaforscher und Hochschullehrer. Er ist Professor für physikalischen Klimawandel und Direktor des Priestley International Centre for Climate an der University of Leeds. Forster trug federführend zu verschiedenen Berichten des Weltklimarates IPCC bei und zählt zu dem am häufigsten zitierten Autoren im Fachbereich Geowissenschaften. Sein h-Index beträgt 107 (Stand März 2025).

## Leben und Wirken
Forster studierte Physik am Imperial College London und schloss dieses 1990 mit dem Bachelorgrad ab. Anschließend wechselte er an die University of Reading, wo er 1994 in Meteorologie promovierte. Nach weiteren Stationen in Reading, Melbourne und Leeds wurde er 1998 zum Professor für physikalischen Klimawandel ernannt.
Zu seinen Forschungsinteressen zählen unter anderem der Klimawandel, der Strahlungsantrieb, die Klimamodellierung, die Folgen der globalen Erwärmung sowie die Anpassung daran und die Klimaauswirkungen der Luftfahrt.
Er ist langjähriger IPCC-Autor und war unter anderem Koordinierender Leitautor eines Kapitels im Vierten Sachstandsbericht, einer der Leitautoren im Kapitel „Wolken und Aerosole“ im Fünften Sachstandsbericht, zählte zu den Autoren, die in diesem Bericht den Synthesebericht verfasst haben, und ist im Sechsten Sachstandsbericht einer der koordinierenden Leitautoren eines Kapitels über das Energiebudget der Erde.
2018 wurde er in das Committee on Climate Change der britischen Regierung berufen.

## Auszeichnungen (Auswahl)
- Fellow of the American Geophysical Union 2019
- Royal Society Wolfson Merit Award 2011–2016

## Publikationen (Auswahl)
- Piers Forster et al.: Current and future global climate impacts resulting from COVID-19. In: Nature Climate Change. Band 10, 2020, S. 913–919, doi:10.1038/s41558-020-0883-0.
- Piers Forster et al.: Latest climate models confirm need for urgent mitigation. In: Nature Climate Change. Band 10, 2020, S. pages7–10, doi:10.1038/s41558-019-0660-0.
- Richard J. Millar et al.: Emission budgets and pathways consistent with limiting warming to 1.5 °C. In: Nature Geoscience. Band 10, 2018, S. 741–747, doi:10.1038/ngeo3031.
- Jochem Marotzke, Piers Forster: Forcing, feedback and internal variability in global temperature trends. In: Nature. Band 517, 2015, S. 565–570, doi:10.1038/nature14117.
- K.S. Carslaw et al.: Large contribution of natural aerosols to uncertainty in indirect forcing. In: Nature. Band 503, 2013, S. 67–71, doi:10.1038/nature12674.
- T. C. Bond et al.: Bounding the role of black carbon in the climate system: A scientific assessment. In: Journal of Geophysical Research: Atmospheres. Band 118, Nr. 11, 2013, S. 5380–5552, doi:10.1002/jgrd.50171.
- Piers Forster et al.: Evaluating adjusted forcing and model spread for historical and future scenarios in the CMIP5 generation of climate models. In: Journal of Geophysical Research: Atmospheres. Band 118, Nr. 3, 2013, S. 1139–1150, doi:10.1002/jgrd.50174.
- David S. Lee et al.: Aviation and global climate change in the 21st century. In: Atmospheric Environment. Band 43, Nr. 22-23, 2009, S. 3520–3537, doi:10.1016/j.atmosenv.2009.04.024.
- Piers Forster, Susan Solomon: Observations of a “weekend effect” in diurnal temperature range. In: Proceedings of the National Academy of Sciences. Band 100, Nr. 20, 2003, S. 11225–11230, doi:10.1073/pnas.2034034100.